# 蒽
蒽，也称荌、绿油脑，是一种稠环芳香烃，分子式為C14H10，分子量178.22。无色棱柱状晶体，有蓝紫色荧光，有昇華性，有毒。不溶于水，微溶于乙醇，溶于乙醚、苯、甲苯、氯仿、丙酮、四氯化碳。蒽与菲为同分异构体。
在歐盟的「關於化學品註冊、評估、許可和限制法案」（REACH）中，已將蒽列為高度關注物質（SVHC）；IARC将其列为第2B类致癌物质。

## 來源及製備
蒽多數來源自煤焦油，煤焦油大約含有1.5%蒽。
商業上的蒽亦由煤焦油製備，其中菲及咔唑為常見的雜質。

## 反應
蒽蒸汽在700～800℃及铂作用下，生成二聚物。
蒽可以氧化為蒽醌（下圖示），例如使用過氧化氫。
蒽亦會與親雙烯體，如單態氧進行[4+2]-環加成反應（狄耳士－阿德爾反應）。

## 應用
蒽被用作製取蒽醌，蒽醌則是製作染劑（例如茜素）的前體。
在教宗選舉時，蒽是用作製造黑煙的三種化學品之一（另外兩種化學品為過氯酸鉀和硫）。